# Winx Club 3D - Magica avventura
Winx Club 3D - Magica avventura é um filme italiano de animação computadorizado (CGI) dirigido por Iginio Straffi. Foi lançado dia 29 de outubro de 2010 na Itália e no dia 31 de março de 2011 em Portugal.

## Sinopse
As celebrações do início do ano lectivo estão a decorrer na Escola de Fadas de Alfea, quando a festa é subitamente interrompida por Icy, Darcy e Stormy, o trio malvado. Sem a Bloom, as Winx vêm-se obrigadas a resolver os distúrbios causados pelas bruxas que, depois de arruinar a festa, roubam uma bússola. Entretanto, Bloom está em Domino, onde desfruta do melhor momento da sua vida enquanto princesa. Ela finalmente encontrou os seus pais e Sky pediu-a em casamento. Mas nem tudo é cor-de-rosa, e as Três Bruxas Ancestrais regressam para atormentar Stella, Aisha, Tecna, Musa, Flora e Bloom. Além disso, Erendor, pai de Sky, proíbe o filho de se casar com a princesa. Um segredo obscuro pesa sobre o Reino de Eraklyon e agora é o momento para Sky, legítimo soberano do Reino, descobrir qual é esse segredo. Entretanto, com a ajuda das Trix, as bruxas ancestrais conseguem encontrar a Árvore da Vida, que mantém o equilíbrio entre a magia positiva e negativa. Elas conseguem romper este equilíbrio, com uma magia poderosa e sugam toda a energia positiva de Magix. Sem os seus poderes, Bloom e as amigas têm de enfrentar mais uma vez as bruxas, símbolo de todo o mal. Na Árvore da Vida, as bruxas ancestrais descobrir um pouco de energia positiva ainda permanece, e lembre-se dando Erendor uma ampulheta com pólen de dentro da árvore, assim que enviar o Trix para ir buscá-la de volta. Na Terra, as Winx descobrir a perda de seus poderes e são capazes de falar brevemente com Faragonda. As Winx são orientados a ficar na Terra por enquanto.
Em Domino, Oritel está furioso, até que Marion lhe mostra confissão de Erendor. Oritel e Marion visita de Bloom, Mike e Vanessa. Mike mostra-lhes um vídeo para dar-lhes um gostinho de como foi a infância de Bloom, e Oritel decide falar com Bloom. Enquanto isso, Sky chama Bloom e diz para ela encontrá-lo em Eraklyon. Bloom retorna para casa, mas perde a paciência com Oritel em vez de falar, antes da Winx sairem de novo. Em Eraklyon, as Winx se encontrar com os especialistas. Sobem a bordo de um navio voador que vai levá-los a Avram. Durante o voo, Sky explica o que seu pai fez que causou tanta tensão. Em troca de segurança Eraklyon, o Erendor permitiu que as bruxas para atacarem Domino, pois ele e Oritel tinham uma aliança. As bruxas destruíram Avram para mostrar seu poder, mas para salvar Eraklyon, Erendor aceita a proposta das Bruxas, então, elas lhe deram a ampulheta, que serviria como proteção contra a explosão de energia mundial que abalou e destruiu Domino. Depois de visitar Avram arruinado, Erendor quebrou a ampulheta em remorso e lançou o pólen da árvore, que tomou forma como uma muda que as Winx agora estavam procurando.
Depois de uma sessão de treinamento físico com falha, as Winx e os Especialistas são atacados por versões malignas de si próprios, criados pelo resíduo magia negra em Avram. Eles conseguem pousar com segurança em Avram e continuar a pé. De volta ao palácio Eraklyon, as Trix  fazem Erendor a revelar a localização de flor mágica da Árvore.

## Banda sonora (CD)
| Trilha | Nome em italiano          | Tradução literal          | Artista        |
| ------ | ------------------------- | ------------------------- | -------------- |
| 1      | Tutta la Magia del Cuore  | Toda a Magia do Coração   | Elisa Rosselli |
| 2      | Believix (Potere di Winx) | Believix (Poder das Winx) | Elisa Rosselli |
| 3      | Insopportabile Alchimia   | Alquimia Insuportável     | Elisa Rosselli |
| 4      | Per Sempre                | Para Sempre               | Elisa Rosselli |
| 5      | Due Destini in Volo       | Dois Destinos em Voo      | Elisa Rosselli |
| 6      | Fatto Apposta per Me      | Feito para Mim            | Elisa Rosselli |
| 7      | Supergirls                | Supergarotas              | Elisa Rosselli |
| 8      | Mentre il Mondo Gira      | Como o Mundo Gira         | Elisa Rosselli |
| 9      | Irraggiungibile           | Inalcançável              | Elisa Rosselli |
| 10     | Big Boy                   | Grande Garoto             | Elisa Rosselli |
| 11     | Ora Sei Libertà           | Agora és Livre            | Elisa Rosselli |

## Sequência
Em 4 de setembro de 2014, Winx Club: The Mystery of the Abyss foi lançado na Itália.